# Leichtathletik-Weltmeisterschaften 2017/Teilnehmer (Belarus)
| Gelbes Symbol für Goldmedaillen mit stilisierten Olympischen Ringen | Graues Symbol für Silbermedaillen mit stilisierten Olympischen Ringen | Braundes Symbol für Bronzemedaillen mit stilisierten Olympischen Ringen |
| ------------------------------------------------------------------- | --------------------------------------------------------------------- | ----------------------------------------------------------------------- |
| —                                                                   | —                                                                     | —                                                                       |

Der belarussische Leichtathletikverband nominierte neun Athletinnen und sechs Athleten für die Leichtathletik-Weltmeisterschaften 2017 in London. 

## Ergebnisse

### Frauen

#### Laufdisziplinen
| Athletin             | Disziplin    | Vorlauf        | Vorlauf | Halbfinale         | Halbfinale         | Finale             | Finale             |
| Athletin             | Disziplin    | Zeit           | Platz   | Zeit               | Platz              | Zeit               | Platz              |
| -------------------- | ------------ | -------------- | ------- | ------------------ | ------------------ | ------------------ | ------------------ |
| Maryna Arsamassawa   | 800 m        | 2:01,92 min SB | 24      | nicht qualifiziert | nicht qualifiziert | nicht qualifiziert | nicht qualifiziert |
| Elwira Herman        | 100 m Hürden | 13,01 s        | 17      | 13,16 s            | 19                 | nicht qualifiziert | nicht qualifiziert |
| Alina Talaj          | 100 m Hürden | 12,88 s SB     | 8       | 12,85 s SB         | 7                  | 12,81 s SB         | 6                  |
| Nastassja Jazewitsch | 20 km Gehen  |                |         |                    |                    | 1:32:22 h SB       | 26                 |

#### Sprung/Wurf
| Athletin               | Disziplin      | Qualifikation | Qualifikation | Finale             | Finale             |
| Athletin               | Disziplin      | Weite/Höhe    | Platz         | Weite/Höhe         | Platz              |
| ---------------------- | -------------- | ------------- | ------------- | ------------------ | ------------------ |
| Iryna Schuk            | Stabhochsprung | NM            | NM            | –––                | –––                |
| Aljona Dubizkaja       | Kugelstoßen    | 17,68 m       | 14            | nicht qualifiziert | nicht qualifiziert |
| Julija Leanzjuk        | Kugelstoßen    | 18,01 m       | 7             | 18,12 m            | 7                  |
| Hanna Malyschtschyk    | Hammerwurf     | 72,79 m       | 4             | 69,43 m            | 10                 |
| Tazzjana Chaladowitsch | Speerwurf      | 62,58 m       | 11            | 64,05 m            | 6                  |

### Männer

#### Laufdisziplinen
| Athlet                  | Disziplin   | Vorlauf | Vorlauf | Halbfinale | Halbfinale | Finale    | Finale |
| Athlet                  | Disziplin   | Zeit    | Platz   | Zeit       | Platz      | Zeit      | Platz  |
| ----------------------- | ----------- | ------- | ------- | ---------- | ---------- | --------- | ------ |
| Dsmitryj Dsjubin        | 20 km Gehen |         |         |            |            | 1:25:41 h | 49     |
| Aljaksandr Ljachowitsch | 20 km Gehen |         |         |            |            | 1:21:39 h | 22     |

#### Sprung/Wurf
| Athlet              | Disziplin   | Qualifikation | Qualifikation | Finale             | Finale             |
| Athlet              | Disziplin   | Weite         | Platz         | Weite              | Platz              |
| ------------------- | ----------- | ------------- | ------------- | ------------------ | ------------------ |
| Aljaksej Nitschypar | Kugelstoßen | 19,54 m       | 28            | nicht qualifiziert | nicht qualifiziert |
| Pawel Barejscha     | Hammerwurf  | 75,98 m       | 4             | 75,86 m            | 9                  |
| Sjarhej Kalamojez   | Hammerwurf  | 71,90 m       | 22            | nicht qualifiziert | nicht qualifiziert |
| Sachar Machrossenka | Hammerwurf  | 72,58 m       | 18            | nicht qualifiziert | nicht qualifiziert |
| Pawel Mjaleschka    | Speerwurf   | 75,33 m       | 27            | nicht qualifiziert | nicht qualifiziert |